# Напуљски метро
Напуљски метро је брзи транзитни систем који опслужује град Напуља и неке делове суседних комуна градског подручја преко Линије 11. Систем се састоји од три подземне линије (Линија 1, Линија 6 и Линија 11).
То је трећа највећа метро мрежа у Италији, иза Милана и Рима.

## Историја
1911. је започета изградња градског дела пруге Рим–Формија–Напуљ, железничке пруге Вила Литерно–Наполи Ђантурко, и иако је била обустављена за време Првог светског рата, пруга је коначно отворена 28. септембра 1925. градска железничка линија, прва у Италији.
Изградња прве подземне метро железнице (Линија 1) почела је 1976., а први део је отворен 28. марта 1993. Првобитно назван Metropolitana Collinare линија је била дугачка 4 км између Colli Aminei и Vanvitelli. 1995., линија је продужена до Piscinola дајући укупну дужину трасе од 8 километара.
Иако је учињен напредак од раних застоја и проблема, до 1997. је и даље било очигледно да је мрежа тешко патила због недостатка мрежне интеграције и лоших веза, као и због чињенице да велике области Напуља нису биле близу станица. Градска власт је 1997. израдила нови план који је тражио ревизију мреже, побољшане контроле трошкова одржавања и општих финансија, нови систем контроле тарифа и боље управљање градском железничком мрежом у Напуљу.
План транспорта предвиђао је велику реконструкцију у три фазе. Фаза 1 би укључивала проширење на укупно пет линија, укључујући велику реконструкцију Линије 1, и довела мрежу до 53 км пруге (45 км постојећих линија), са 68 станица (23 новоизграђене) и 12 петљи, који ће бити завршен до 2001. Фаза 2 је дизајнирана да повећа мрежу на 7 линија, са 84 станице и 16 разводних чворова, плус 10 аутобуских чворова, који ће бити завршени до 2007. У фази 3 би се мрежа проширила на 10 железничких линија са 93 км пруге и додатних 30 км нове лаке железнице (трамвајске линије) које повезују 114 станица, са 21 петљом , и 24 аутобуске петље које ће бити завршене до 2011.

## Инфраструктура

### Линије
Метро у Напуљу тренутно ради на четири линије.
| Линија    | Отворено   | Дужина  | Станице        | Годишњи број путника (у милионима) |
| --------- | ---------- | ------- | -------------- | ---------------------------------- |
| Линија 1  | 1993       | 18.8 км | 19             | 41.094                             |
| Линија 6  | 2007       | 5.5 км  | 8              | 1.095                              |
| Линија 10 | У изградњи | 12.3 км | 13 (планирано) | –                                  |
| Линија 11 | 2005       | 10.3 км | 5              | 1.505                              |

### Пројектовани продужеци линија
Радови на проширењу су у току на Линији 1 између станица Garibaldi и Capodichino (Међународни аеродром Напуљ). До 2027. Линија 1 ће постати кружна линија од 25 км. 
У јулу 2020. нови, најављена је Линија 10, која повезује центар Напуља са железничком станицом Наполи Афрагола (која је отворена 2017.) преко суседног града Афраголе.  Изградња ове линије могла би да почне већ 2025., а очекује се да ће превозити 150.000 путника дневно, односно 43 милиона годишње.

## Услуге

### Карте
За коришћење услуге за једно путовање потребна је ANM карта за једно путовање типа „Б“ по цени од 1,50 евра. За путовања у метро мрежи важе дневне и недељне карте, као и месечне и годишње карте које издаје ANM (за Линије 1 и 6) и EAV (за Линију 11), поред интегрисаних карата и пропусница UnicoCampania система.

### Операције
Линија 1 саобраћа од 6:00 ујутро, са петком и суботом око 1:30 ујутро, а од недеље до четвртка у 23:00.  Линија 6 почиње са радом сваког дана у 7:30 ујутро, а од августа 2024. привремено се завршава око 15:00, са плановима да се услуга продужи до касних вечерњих сати када буде потпуно оперативна.  Коначно, за Линију 11, услуга почиње сваког дана у 6:00 ујутро и завршава се у 22:00. 
Ови распореди се одржавају доследно током целе године без прекида.

## Уметничка дела
Линије 1 и 6 су преименоване у "Метро уметности" што одражава чињеницу да десет станица излаже уметничка дела. То укључује и сталне поставке и одредбе за привремене изложбе. Изградњом и унапређењем различитих линија, општина Напуљ је покренула Станице уметности, који подразумева ангажовање познатих савремених уметника и архитеката за пројектовање станица. Након тога, регија Кампанија је издала резолуцију (Резолуција од 19.05.2006. бр. 637) за пројектовање и изградњу станица у оквиру регионалне железничке мреже.